# كنزة الأوربية
كنزة الأمازيغية هي زوجة أول سلطان مغربي إدريس بن عبد الله تزوجها سنة 788 م. أشارت على حفيدها الأكبر محمد بن إدريس الثاني أن يقسم دولة الأدارسة بين إخوته فقام بتولية ثمانية منهم بينما أبقى الصغار في كفالته وكفالة جدته.

## وصلات داخلية
- إدريس بن عبد الله
- دولة الأدارسة
- إدريس الثاني
- محمد بن إدريس الثاني